# Daria Lorenci
Daria Lorenci - Flatz, bosansko-hrvaška igralka, * 13. april 1976, Sarajevo.
Lorencijeva je od leta 2000 nastopila v več kot 20 filmih. Leta 2013 je v vlogi Samire nastopila tudi v slovenskem filmu Čefurji raus!.

## Osebno življenje
Poročena je z Emilom Flatzem, s katerim ima tri sinove.

## Izbrana filmografija
| Leto | Naslov                           | Vloga  | Opombe |
| ---- | -------------------------------- | ------ | ------ |
| 2013 | Čefurji raus!                    | Samira |        |
| 2012 | Halimin put                      |        |        |
| 2012 | Ljudožder vegetarijanac          |        |        |
| 2010 | Neka ostane među nama            |        |        |
| 2009 | Metastaze                        |        |        |
| 2008 | Ničiji sin                       |        |        |
| 2007 | Teško je biti fin                |        |        |
| 2005 | Seks, piće i krvoproliće         |        |        |
| 2004 | Oprosti za Kung Fu               |        |        |
| 2003 | Onaj koji će ostati neprimijećen |        |        |